# 925hPa
株式会社925hPaは、かつて存在した日本の芸能事務所。

## 概要
芸能事務所「BESIDE」の関連会社として、2009年9月、東京都港区に設立。
クリエーター集団のマネジメントを行っていた。

## 解散時点での所属者

### 振付師、タレント育成
- 新垣寿子

## かつての所属者

### 映画監督
- 深川栄洋
- 山口智
- 藤井智
- 蔭山周

### 脚本家・ライター
- なるせゆうせい
- 小鶴乃哩子
- 小林弘利
- 土田隆

### ミュージシャン
- 塚田良平
- 18 degrees.
- QIARTET VACATION.

### フォトグラファー
- 平山 順一